# 75-а година (квартал на Истанбул)
„75-а година“ (на турски: 75. Yıl) е квартал на Истанбул, разположен в градска околия Султангази. Общата му площ е 0,98 км2. Според данни на Адресната система за регистриране на населението (ABPRS) към 2024 г. населението на „75-а година“ е 31 726 жители.